# Linea Sanyō Aboshi
La  linea Sanyō Aboshi (山陽電気鉄道網干線?, Sanyō denki tetsudō Aboshi-sen) è una ferrovia urbana a scartamento ferroviario interamente a binario singolo all'interno della città di Himeji, nella prefettura di Hyōgo in Giappone.

## Storia
La ferrovia aprì il 15 ottobre 1940 fra Shikama e Yumesakigawa, per essere poi estesa a Nittetsu-mae nel dicembre dello stesso anno. L'anno successivo venne completata, in due fasi, l'estensione attuale della linea.
Nel 1995 a causa del Grande terremoto di Kobe la circolazione rimase sospesa per tutta la giornata del 17 gennaio.

## Servizi
Sulla linea sono presenti solo treni locali che fermano in tutte le stazioni, senza transiti diretti su altre linee.

## Stazioni
- Tutte le stazioni si trovano a Himeji, nella prefettura di Hyōgo

| Stazione      | Giapponese | Distanza interst. | Distanza totale | Collegamenti           | Posizione   |
| ------------- | ---------- | ----------------- | --------------- | ---------------------- | ----------- |
| Shikama       | 飾磨       | -                 | 0.0             | Linea Sanyō principale | Shikama-ku  |
| Nishi-Shikama | 西飾磨     | 2.4               | 2.4             |                        | Shikama-ku  |
| Yumesakigawa  | 夢前川     | 1.2               | 3.6             |                        | Hirobata-ku |
| Hirobata      | 広畑       | 1.1               | 4.7             |                        | Hirobata-ku |
| Sanyō Tenma   | 山陽天満   | 0.9               | 5.6             |                        | Ōtsu-ku     |
| Hiramatsu     | 平松       | 1.7               | 7.3             |                        | Ōtsu-ku     |
| Sanyō Aboshi  | 山陽網干   | 1.2               | 8.5             |                        | Aboshi-ku   |